# Gilbert Hatton
Gilbert „Gil“ Hatton, auch Gibby Hatton, (* 31. Juli 1956 in Alburtis) ist ein ehemaliger US-amerikanischer Bahnradsportler und heutiger Trainer.
1976 und 1977 wurde Gil Hatton US-amerikanischer Vize-Meister im Sprint. Bei den UCI-Bahn-Weltmeisterschaften 1983 in Zürich wurde er Dritter im Keirin. Hatton war der erste US-Amerikaner, der zu der „Internationalen Keirin-Serie“ nach Japan eingeladen wurde. Er startete dort in den Jahren 1984 bis 1991.
Seit Beendigung seiner eigenen aktiven Karriere im Jahre 1992 ist Hatton, auch The Bear genannt, als Trainer tätig; er betreute u. a. den mehrfachen Weltmeister Marty Nothstein, die US-Amerikanerinnen Jessica Grieco und Rebecca Quinn sowie den südafrikanischen Fahrer Jean-Pierre van Zyl. Nebenher fährt er weiter Rennen in der Masters-Klasse.
2003 wurde Gil Hatton in die Hall of Fame des Valley Preferred Cycling Centers in Trexlertown aufgenommen.